# Nextag
Nextag war ein Preisvergleichsportal für Produkte, Reisen, Finanzdienstleistungen und Ausbildung. Der Unternehmenssitz war in San Mateo, Kalifornien, USA; weitere Niederlassungen befanden sich in London, Tokio und Gurgaon (Indien). Nextag wurde im Jahre 1999 gegründet, ursprünglich als Website, bei der Käufer und Verkäufer Preise für Computer- und Elektronikprodukte verhandeln konnten. Das Geschäftsmodell in seiner letzten Form mit dem Schwerpunkt Preisvergleich bestand seit dem Jahre 2000. Im Mai 2007 verkaufte Nextag einen Zwei-Drittel-Anteil für 830 Millionen Dollar an die private Equity-Firma Providence Equity Partners, LLC.
Nextag, mit 30 Millionen Besuchern pro Monat (Juli 2011), wurde mehrere Male als einer der größten US-amerikanischen Suchanbieter in Nielsens „Top 10 Search Providers (U.S.)“ Liste mit einem Anteil im Bereich der Suchmaschinen von 0,3 % genannt.
Dieser Anteil ist aber seit Beginn des Jahres 2012 deutlich zurückgegangen.
Das Unternehmen betrieb weitere Preisvergleichsportale in Deutschland, Australien, Frankreich, Großbritannien, Italien, Japan, Spanien und den USA.
Die amerikanische Webseite ging am 28. Dezember 2018 offline, die deutsche Webseite ist derzeit weiterhin erreichbar.

## Übernahme von guenstiger.de
Die Webseite guenstiger.de ist ein deutsches Preisvergleichsportal und wird mit rund 30 Mitarbeitern von der guenstiger.de GmbH aus Hamburg betrieben (Stand Juli 2013). Das Unternehmen wurde 1999 durch Philipp Hartmann und Torsten Schnoor gegründet. Neben guenstiger.de gehört seit dem Jahre 2003 außerdem die Plattform Preissuchmaschine.de unter das Dach der Unternehmensgruppe. 2006 wurde testeo.de gelauncht, ein Verbraucherportal für Testberichte und Meinungen. Dieses Angebot wurde im Frühjahr 2014 wieder eingestellt. Seit Sommer 2011 gehört die guenstiger.de GmbH zum US-amerikanischen Konzern NexTag. Im Rahmen der Zusammenführung Nextags mit der guenstiger.de-Gruppe wurde die europäische Zentrale des US-amerikanischen Preisvergleichs im März 2012 von London nach Hamburg verlegt. Im Zuge der Übernahme kam es zur Entlassung von etwa 50 der bisher 80 Mitarbeitern. Neben dem Preisvergleich guenstiger.de wird auch das Angebot der Nextag Europe für die Länder Deutschland, England, Frankreich, Spanien und Italien von der Hansestadt aus verwaltet.